# Sektion Konstanz des Deutschen Alpenvereins
Die Sektion Konstanz des Deutschen Alpenvereins (DAV) e. V. (kurz DAV Konstanz) ist eine Sektion des Deutschen Alpenvereins. Die am 21. März 1874 gegründete Sektion hat 12.153 Mitglieder (Stand: 31. Dezember 2024), ist damit einer der größten Sportvereine Deutschlands, eine der größten Sektionen des Deutschen Alpenvereins sowie der größte Sportverein in Konstanz.

## Sektionsvorsitzende
Eine chronologische Übersicht über alle Präsidenten der Sektion seit Gründung.
| Amtszeit  | Präsident                                              |
| --------- | ------------------------------------------------------ |
| 1874–1875 | Carl Grättner                                          |
| 1876      | Carl Oehl                                              |
| 1877–1878 | Franz von Davans                                       |
| 1879–1885 | Wilhelm Zengerle                                       |
| 1886–1888 | Wilhelm Strauß                                         |
| 1889–1893 | Karl Eller                                             |
| 1894–1897 | Paul von Preen                                         |
| 1898–1899 | Eberhard Graf von Zeppelin                             |
| 1900–1919 | Hugo Bantlin                                           |
| 1920–1924 | Eduard Peters                                          |
| 1925–1940 | Otto Ebner                                             |
| 1940–1945 | Kein Vorsitzender                                      |
| 1946–1949 | Keine Vereinstätigkeit aufgrund des Zweiten Weltkriegs |
| 1950–1974 | Karl Volz                                              |
| 1975–1992 | Fritz Schafheutle                                      |
| 1993–2002 | Raimund Steinhoff                                      |
| 2002–2008 | Hans Wölcken                                           |
| 2008–2011 | Ottokar Groten                                         |
| 2011–2012 | Jürgen Pietsch                                         |
| 2012–2013 | Horst Postel                                           |
| 2013–2018 | Rolf Wilke                                             |
| seit 2018 | Nils Weidmann                                          |

## Ortsgruppen
- Konstanz
- Radolfzell
- Singen

## Hütten der Sektion

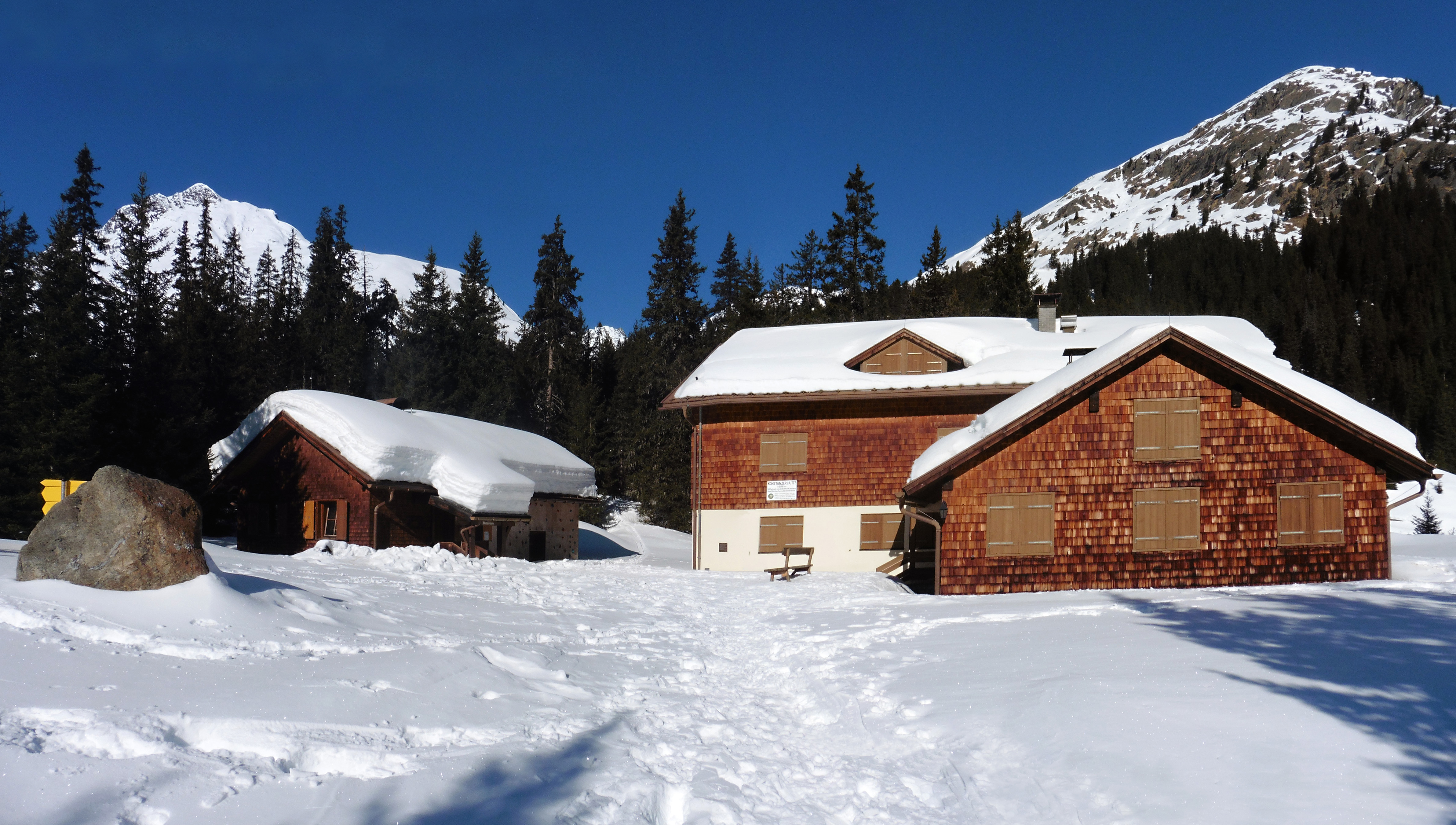
Konstanzer Hütte im Winter

- Gauenhütte (Vorarlberg) auf 1235 m, 1971 erworben und 1974 erweitert.
- Konstanzer Hütte (Verwall) auf 1688 m, im Jahr 1885 erbaut, nach Zerstörung 1988 durch einen Murenabgang wurde sie an heutiger Stelle 1989 neu errichtet.

### Ehemalige Hütte der Sektion
- Vollsporn Hütte, auch Alpe Vollsporn

## Kletteranlagen
- „uniBloc“ Hochschulsport Konstanz
- Kletterwerk Radolfzell DAV-Kletterzentrum Bodensee[6][7] mit 2500 m² Fläche und einer Höhe von 18 Metern.

## Persönlichkeiten
- Wilhelm Strauß